# Ličenice
Ličenice (německy Litschnitz) jsou malá vesnice, část města Úštěku v okrese Litoměřice. Nachází se asi tři kilometry severně od Úštěku. Ličenice jsou také název katastrálního území o rozloze 1,59 km².

## Historie
První písemná zmínka o vesnici pochází z roku 1268.

## Obyvatelstvo
Při sčítání lidu v roce 1921 zde žilo 131 obyvatel (z toho 57 mužů) německé národnosti, kteří byli kromě jednoho evangelíka římskými katolíky. Podle sčítání lidu z roku 1930 měla vesnice 158 obyvatel: osm Čechoslováků a 150 Němců. Až na sedm příslušníků blíže nezjišťovaných církví a jednoho člověka bez vyznání se hlásili k římskokatolické církvi.
|                                                                   | 1869 | 1880 | 1890 | 1900 | 1910 | 1921 | 1930 | 1950 | 1961 | 1970 | 1980 | 1991 | 2001 | 2011 |
| ----------------------------------------------------------------- | ---- | ---- | ---- | ---- | ---- | ---- | ---- | ---- | ---- | ---- | ---- | ---- | ---- | ---- |
| Obyvatelé                                                         | 131  | 136  | 131  | 135  | 122  | 131  | 158  | 79   | 64   | 48   | 16   | 11   | 17   | 24   |
| Domy                                                              | 26   | 26   | 25   | 25   | 26   | 26   | 26   | 18   | .    | 11   | 6    | 12   | 13   | 20   |
| Počet domů z roku 1961 je zahrnut v domech místní části Konojedy. |      |      |      |      |      |      |      |      |      |      |      |      |      |      |

## Pamětihodnosti
- Usedlost čp. 12 se stodolou